# Caijiang (sockenhuvudort i Kina, Jiangxi Sheng, lat 26,61, long 115,81)
Caijiang är en sockenhuvudort i Kina. Den ligger i provinsen Jiangxi, i den sydöstra delen av landet, omkring 230 kilometer söder om provinshuvudstaden Nanchang. Antalet invånare är 14 478. Befolkningen består av 6 904 kvinnor och 7 574 män. Barn under 15 år utgör 23,0 %, vuxna 15-64 år 68 %, och äldre över 65 år 8,0 %.
Runt Caijiang är det ganska tätbefolkat, med 166 invånare per kvadratkilometer. Närmaste större samhälle är Qingtang, 19,8 km söder om Caijiang. I omgivningarna runt Caijiang växer i huvudsak blandskog.
Genomsnittlig årsnederbörd är 2 107 millimeter. Den regnigaste månaden är juni, med i genomsnitt 314 mm nederbörd, och den torraste är oktober, med 22 mm nederbörd.